# Montenegrina dofleini
Montenegrina dofleini is een slakkensoort uit de familie van de Clausiliidae. De wetenschappelijke naam van de soort is voor het eerst geldig gepubliceerd in 1928 door A.J. Wagner.